# Alan Splet
Alan Splet (* 31. Dezember 1939; † 2. Dezember 1994 in Berkeley, Kalifornien) war ein US-amerikanischer Tontechniker.

## Leben
Splet begann seine Karriere mit David Lynchs studentischen Frühwerk, dem Kurzfilm The Grandmother. Zwischen 1977 und 1986 wirkte er an vier Spielfilmen Lynchs mit, Eraserhead, Der Elefantenmensch, Der Wüstenplanet und Blue Velvet. Bei der Oscarverleihung 1980 wurde Splet mit dem Special Achievement Award für den Soundschnitt von Black, der schwarze Blitz ausgezeichnet. Als er aufgrund einer Wagenpanne der Verleihung fernbleiben musste, wurde er zum Objekt des Spottes des Gastgebers Johnny Carson, der ihn als Running Gag im Laufe der Verleihung mehrfach namentlich erwähnte: “It happens every year. One year it was George C. Scott, next year it was Marlon Brando not showing up. This year, it’s Alan Splet.” (deutsch: „Es passiert jedes Jahr. Ein Jahr war es George C. Scott, das nächste Jahr war es Marlon Brando, der nicht auftaucht. Dieses Jahr ist es Alan Splet.“) 1984 war Splet für Wenn die Wölfe heulen gemeinsam mit Todd Boekelheide, Randy Thom und David Parker für den Oscar in der Kategorie Bester Ton nominiert.
Splet war von 1981 bis zu seinem Tod 1994 mit der Tontechnikerin Ann Kroeber verheiratet. 1995 wurde ihm postum der Lifetime Achievement Award der Motion Picture Sound Editors für sein Lebenswerk verliehen.

## Filmografie (Auswahl)
- 1977: Eraserhead
- 1979: Black, der schwarze Blitz (The Black Stallion, The Adventures of the Black Stallion)
- 1980: Der Elefantenmensch (The Elephant Man)
- 1983: Wenn die Wölfe heulen (Never Cry Wolf)
- 1984: Der Wüstenplanet (Dune)
- 1986: Blue Velvet
- 1986: Mosquito Coast (The Mosquito Coast)
- 1988: Zwei hinreißend verdorbene Schurken (Dirty Rotten Scoundrels)
- 1989: Der Club der toten Dichter (Dead Poets Society)
- 1990: Land der schwarzen Sonne (Mountains of the Moon)
- 1993: Die Wiege der Sonne (Rising Sun)

## Auszeichnungen
- 1980: Special Achievement Award für Black, der schwarze Blitz
- 1984: Oscar-Nominierung in der Kategorie Bester Ton für Wenn die Wölfe heulen